# Léon Zitrone
Léon Zitrone, född 25 november 1914 i Petrograd, död 25 november 1995 i Levallois-Perret, var en fransk journalist, nyhetshankare, programledare och tv-pionjär.

## Biografi
Som 6-åring anlände han till Frankrike med sin familj. Efter sina studier fick han anställning på den franska statliga radio- och tv-koncernen RTF 1948.
Från 1961 till 1975 läste han nyheterna på Frankrikes första tv-kanal (vilken till 1963 var Frankrikes enda tv-kanal). Han var också kommentator vid stora tillfällen såsom bröllop, begravningar och kröningar. Han kommenterade även sport, bland annat Tour de France, hästkapplöpning och konståkning.
Han var en mycket lärd man, som talade ypperlig franska, samt flytande ryska, tyska och engelska. År 1978 fick alla i Europa bevittna hans skicklighet i engelska då han blev programledare på Eurovision Song Contest tillsammans med Denise Fabre.
Vid 78 års ålder kallades han än en gång tillbaka för att kommentera France 2:s direktsändning från begravningen av kung Baudouin. Zitrone var fortfarande aktiv på radio när han dog på sin födelsedag 81 år gammal.
Han var gift och hade tre barn.

## Hyllningar
Den 21 oktober 2013 gav franska postverket ut en serie om sex frimärken med motiv av franska tv-pionjärer: Pierre Sabbagh, Léon Zitrone, Catherine Langeaix, Denise Glaser, Jacqueline Joubert och Pierre Desgraupes.